# Ngô Thiếu Dương
Ngô Thiếu Dương (? - 29 tháng 9 năm 814), là Tiết độ sứ Chương Nghĩa dưới thời nhà Đường trong lịch sử Trung Quốc.

## Tiểu sử
Cựu Đường thư không cho biết rõ năm sinh của Ngô Thiếu Dương, chỉ ghi lại rằng nguyên quán của ông là huyện Thanh Trì, Thương châu. Ban đầu ông làm binh sĩ tại trấn Ngụy Bác, được một tướng lĩnh cấp thấp là Ngô Tường thương yêu, và chơi thân với con trai Ngô Tường là Ngô Thiếu Thành.
Năm 786, Ngô Thiếu Thành giết chết Trần Tiên Kì, nắm giữ quyền kiểm soát trấn Hoài Tây. Sau đó, Thiếu Thành sai sứ đến Ngụy, gửi tặng vàng và lụa nhờ tiết độ sứ Điền Tự đưa Ngô Thiếu Dương đến Chương Nghĩa, người Ngụy nghe theo. Thiếu Thành tuyên bố Thiếu Dương là em họ của mình, ban cho ưu đãi đặc biệt, ban châu dinh thự to lớn và những chức vụ quan trọng. Thiếu Dương còn được phép ra vào nhà Thiếu Thành, không câu nệ gì. Tuy nhiên do thấy Thiếu Thành độc ác khắc nghiệt, ông tỏ ra lo sợ, nên xin ra ngoài, được phong chức thứ sử Thân châu kiêm Ngự sử đại phu. Trong thời gian khoảng 5 năm ở Thân châu, ông dùng chính sách khoan dung nhân ái nên được quân sĩ ủng hộ, tôn phù.
Năm 809, Ngô Thiếu Thành lâm bệnh nặng, bất tỉnh không dậy được. Người thân cận của Thiếu Thành là Tiêu Vu Hùng Nhi giả mạo lệnh của ông cho triệu Ngô Thiếu Dương về Thái châu và phong làm Tiết độ phó sứ, tri quân châu sự. Con trai Thiếu Thành là Ngô Nguyên Khánh năm đó hơn 20 tuổi, giữ chức Ngự sử Trung thừa; Thiếu Dương bí mật phái người đi ám sát.
Đầu năm 810, Ngô Thiếu Thành chết, Thiếu Dương tự phong là Tiết độ lưu hậu. Lúc đó triều đình nhà Đường đang tiến hành chiến tranh với tiết độ sứ Thành Đức Vương Thừa Tông nên không còn quân mã trong tay, đành phải công nhận chức vị của ông. Đường Hiến Tông (805 - 820) phong cho trai của mình là Toại vương Lý Hựu (tức vua Đường Mục Tông về sau) làm Tiết độ sứ Chương Nghĩa, còn Ngô Thiếu Dương làm lưu hậu. Về sau, Nhà Vua chính thức phong cho ông làm Chương Nghĩa quân tiết độ sứ, Kiểm giáo Công bộ thượng thư.
Ngô Thiếu Dương cai trị Thái châu trong 5 năm, cai trị độc lập với triều đình trung ương. Vùng đất Nhữ Nam có nhiều đồng cỏ lớn, ông cho nuôi các loại gia súc như ngựa và la; lại thường xuyên cho quân cướp phá những cánh đồng trồng trà ở Thọ châu. Những người bỏ trốn từ các trấn khác nếu chạy sang Hoài Tây đều được Ngô Thiếu Dương thu nhận và sung vào quân đội của mình. Để xoa dịu chính quyền trung ương, ông thường theo lệ tiến công ngựa cho triều đình, do đó Nhà Vua vẫn để yên cho ông ở Chương Nghĩa.
Năm 814, Ngô Thiếu Dương qua đời tại trấn, không rõ bao nhiêu tuổi. Con trai ông là Ngô Nguyên Tế giấu việc không báo tang, rồi dâng biểu lên triều đình xin lĩnh tiết việt, nhưng Nhà Vua không chấp thuận. Đáp lại, Ngô Nguyên Tế đem quân cướp phá những vùng xung quanh khiến triều đình quyết định cử quân thảo phạt, cuối cùng Nguyên Tế thua trận và bị giết.